# Ochropleura obsoleta
Ochropleura obsoleta là một loài bướm đêm trong họ Noctuidae.